# Sân vận động Thái Nguyên
Sân vận động Thái Nguyên là một sân vận động nằm ở khu vực trung tâm thành phố Thái Nguyên (phường Trưng Vương), tỉnh Thái Nguyên, Việt Nam. Sân vận động rộng 3ha và có sức chứa 30.000 chỗ ngồi. Sân đã từng là sân nhà của Câu lạc bộ bóng đá Hà Nội ACB. Hiện tại, đây là nơi đóng quân của đội bóng đá nữ Thái Nguyên và là nơi tập luyện của các đội bóng đá thuộc các lứa trẻ của Thái Nguyên.

## Cấu trúc
Sân vận động có 3 khán đài B, C, D xây theo hình vòng cung, riêng khán đài A được xây tách biệt riêng và có mái che. Tổng số sức chứa chỗ ngồi các khán đài như sau.
- Khán đài A: 4.000 chỗ ngồi.
- Khán đài B: 10.000 chỗ ngồi.
- Khán đài C: 8.000 chỗ ngồi.
- Khán đài D: 8.000 chỗ ngồi

## Sân vận động Thái Nguyên mới
Năm 2016, Ủy ban nhân dân tỉnh Thái Nguyên đã phê duyệt quy hoạch chi tiết Khu liên hợp thể thao tỉnh Thái Nguyên, trong đó có việc xây dựng mới một sân vận động cấp tỉnh.Theo quy hoạch, sân vận động mới của tỉnh sẽ được xây dựng trên diện tích 15,47ha tại xã Phúc Trìu, phía tây thành phố Thái Nguyên. Sân vận động mới này có sức chứa 22 nghìn chỗ ngồi, có mái che, đường pitch bao quanh và trang thiết bị hiện đại đảm bảo tiêu chuẩn quốc tế, có tổng mức đầu tư ban đầu trên 309 tỷ đồng. Sân được dự kiến khởi công vào quý 2 năm 2022 và hoàn thành vào năm 2025.